# Steckerlfisch

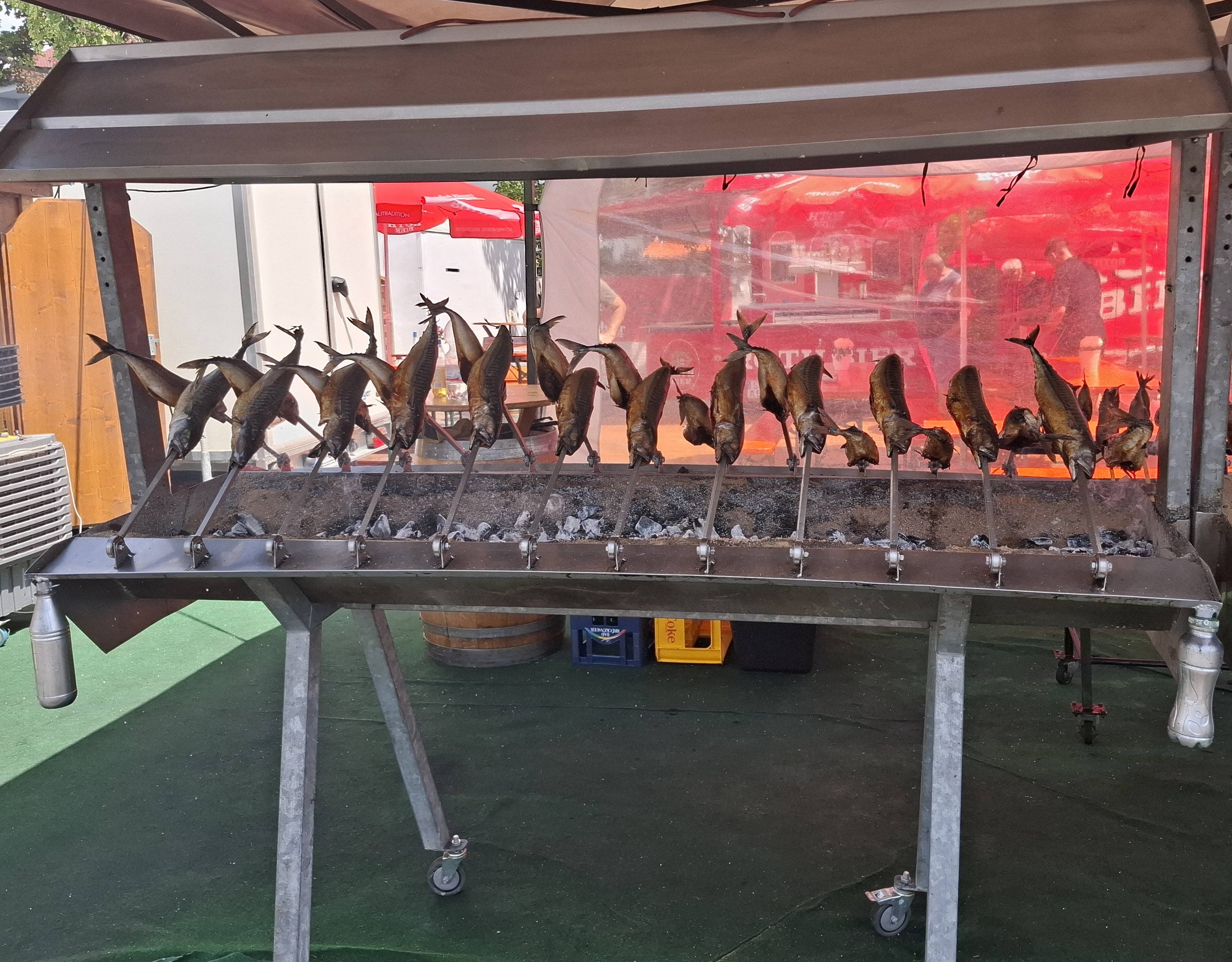
Steckerlfisch (Makrelen), Schweinfurter Volksfest

Steckerlfisch (Steckerl, bairisch für „kleiner Stecken, Stab“) ist an einem Stab gegrillter Fisch, eine Spezialität aus dem bayerischen Alpenvorland, Mainfranken, Oberösterreich (Stangerlfisch oder Staberlfisch im Salzkammergut) und dem Burgenland (traditionelles Gericht aus dem Burgenland bzw. Ungarn, meistens aus dem Neusiedler See), die vor allem in Biergärten und auf Volksfesten serviert wird. Er hat nichts mit dem getrockneten Stockfisch zu tun.

## Beschreibung
Traditionell wurde Steckerlfisch aus in den örtlichen Seen und Flüssen gefangenen Renken oder Weißfischen zubereitet. Heute wird Steckerlfisch in der Regel von Fischbratereien zubereitet, welche zumeist Zuchtfische wie Forellen, Saiblinge und Makrelen verwenden.
Zur Vorbereitung werden die ganzen, ausgenommenen Fische mit einer kräftigen Marinade aus Öl, Gewürzen und Knoblauch eingestrichen und der Länge nach vom Maul her auf etwa 60 cm lange, entrindete Weidenzweige, gewässerte Holzstäbe oder Metallspieße gespießt. Zum Grillen werden die Stöcke oft so festgemacht, dass sich die Fische kopfunter schräg über oder neben der Holzkohleglut befinden. Während der Garzeit sollten die Fische gelegentlich mit der Marinade oder Butter bepinselt werden, damit ihre Haut knusprig wird. Generell wird der Fisch während des Grillvorgangs so wenig wie möglich gewendet, damit dieser nicht vom Spieß abfällt. Fertig ist der Steckerlfisch wenn seine Haut Blasen wirft und sich die Rückenflosse leicht lösen lässt.
Steckerlfisch wird auf dem Papier gegessen, in das er nach dem Grillen eingewickelt wurde, oder auf einem Teller serviert. Als Beilage isst man meist Brezen oder Semmeln.
Außerhalb Österreichs ist der Steckerlfisch vor allem auf bayerischen  Volksfesten etabliert. 

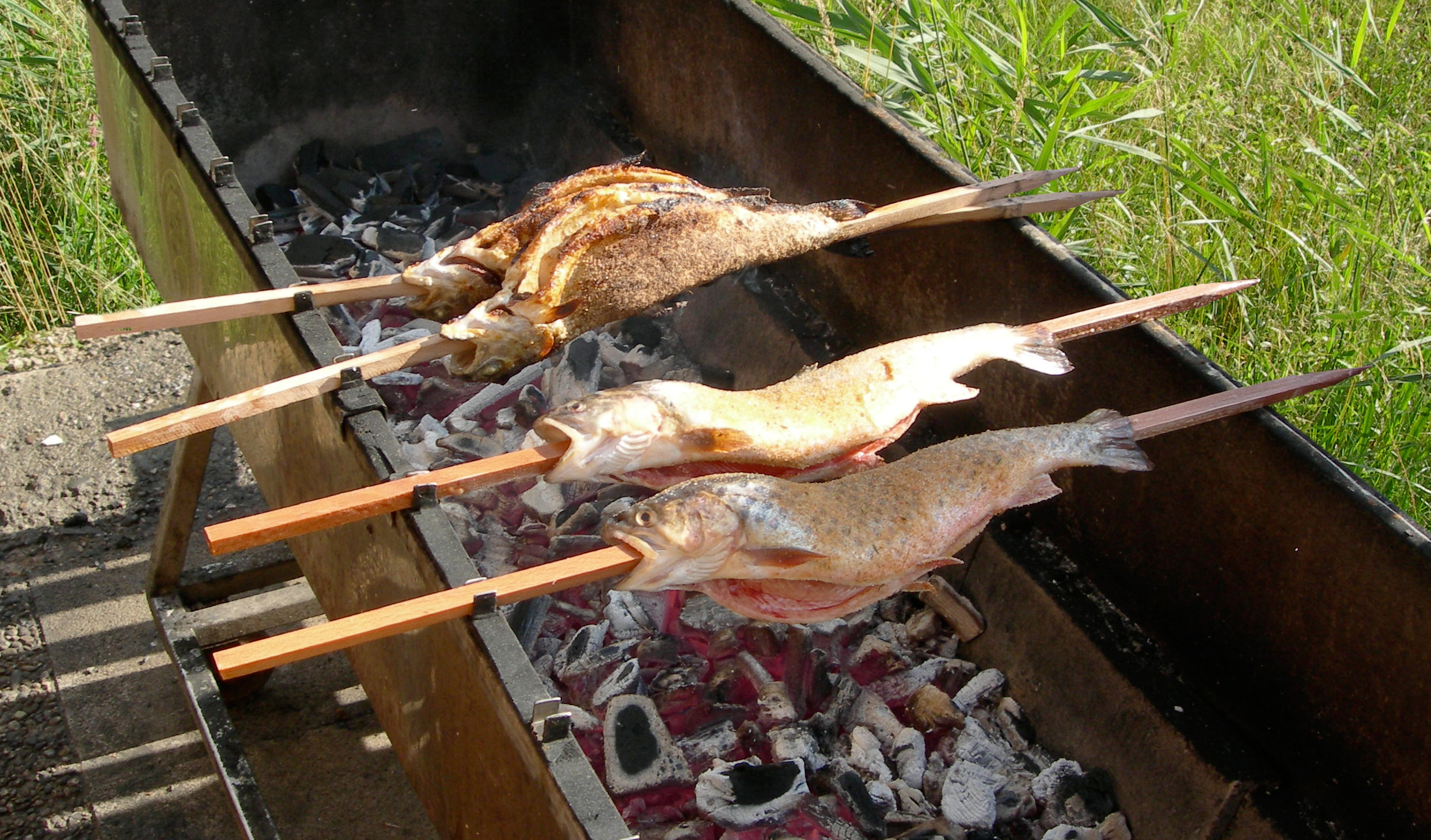
Steckerlfisch-Zubereitung in einer Fischbraterei am Chiemseeufer
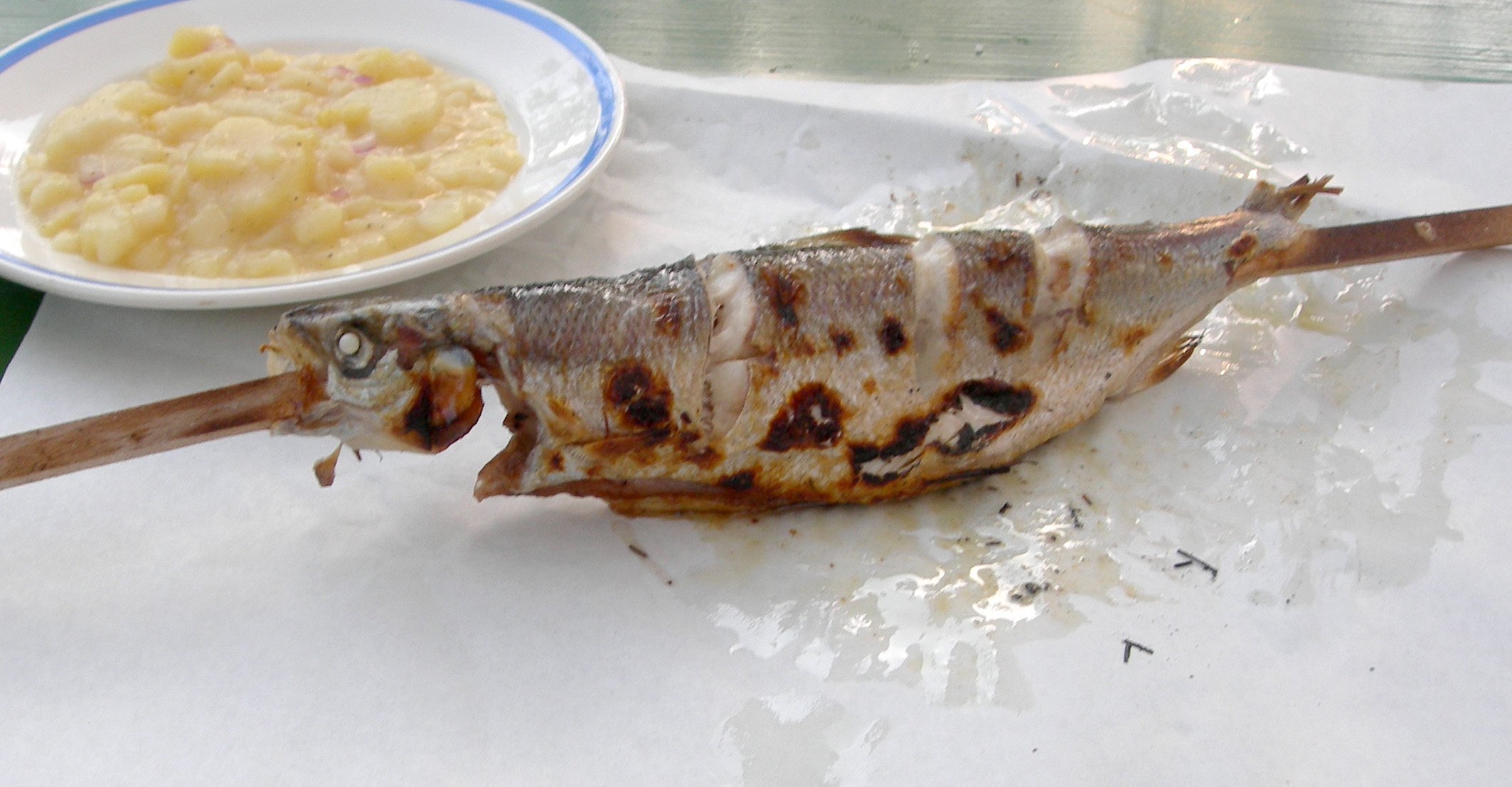
Steckerlfisch wird häufig mit dem Stock in Papier gewickelt serviert
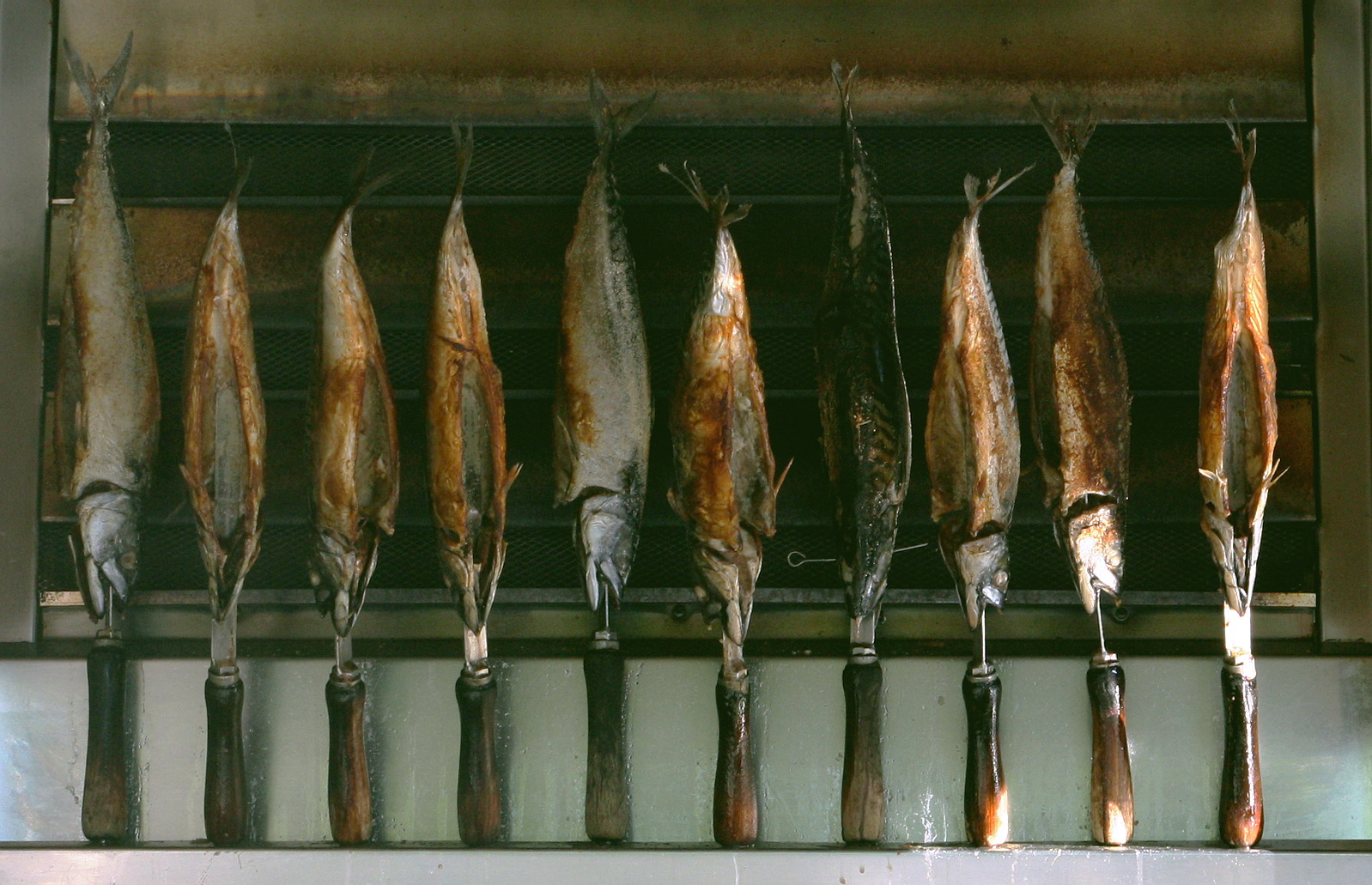
Steckerlfisch (Makrelen) im Biergarten